# Megophtalmidia occidentalis
Megophtalmidia occidentalis är en tvåvingeart som beskrevs av Oskar Augustus Johannsen 1909. Megophtalmidia occidentalis ingår i släktet Megophtalmidia och familjen svampmyggor.
Artens utbredningsområde är British Columbia. Inga underarter finns listade i Catalogue of Life.